# Ройц, Карло
Карло Ройц (сербохорв. Karlo Rojc / Карло Ројц; 16 июня 1915, Баня-Лука — конец 1942, гора Чемерница) — югославский военный моряк, машинист подводной лодки «Смели», участник Народно-освободительной войны Югославии. Народный герой Югославии.

## Биография
Родился 16 июня 1915 года в Баня-Луке в бедной рабочей семье. Окончил начальную школу и два класса гимназии в родном городе, из-за бедственного материального положения семьи учёбу бросил и ушёл в школу машинистов флота, окончив её с отличием. Был машинистом корабля, затем стал служить машинистом на подводной лодке «Смели» королевского флота Югославии. С ранних лет поддерживал дружеские отношения с членами Союза коммунистической молодёжи Югославии, продвигал коммунистические идеи среди моряков торгового и военного флота.
В 1938 году Ройц вступил в коммунистическую партию Югославии. Вскоре его деятельность была предана огласке, всю ячейку Ройца арестовали, а сам Карло был изгнан из флота и отправлен в тюрьму на год. Вернувшись в Баню-Луку, он продолжил партийную работу, участвуя в организации забастовок и защиту бастующих от полиции и жандармерии. Работал в Баня-Лукском местном комитете, свой дом сделал местом встреч коммунистов. Осенью 1940 года там прошла Первая областная конференция КПЮ по Боснийской Краине.
Карло во время Апрельской войны вынужден был только заниматься закупкой и раздачей оружия и боеприпасов всем добровольцам: из-за серьёзных болей в ноге в армию он так и не пошёл. Оружие он хранил в пустом склепе на католическом кладбище. После начала Народно-освободительной войны он передал оружие партизанскому отряду с горы Старчевица. Участвовал в совещании партийного руководства Боснийской Краины, которое состоялось в начале июня 1941 года в Шехитлуках у Баня-Луки. В конце июня ушёл к партизанам на Старчевице, по приказу окружного комитета КПЮ стал заниматься вербовкой добровольцев в Баня-Луке. С сентября 1941 года продолжил службу в партизанском взводе. Участвовал в уничтожении оружейного завода в Крупе-на-Врбасу, разгроме усташских крепостей в Бочаке и Скендер-Вакуфе, четницкой крепости в деревне Мемичи и подрыву линий связи между Баня-Луке и Яйце.
Весной 1942 года Ройц был назначен командиром Охранного взвода партизанского госпиталя на горе Чемерница и вынужден был защищать госпиталь от четников. В конце 1942 года из-за истощения припасов Карло приказал перевести больницу в пещеру, чтобы спасти раненых. Во время переноса больницы, у устья реки Угра произошло столкновение партизан и четников: значительная часть раненых погибла. Четники окружили пещеру и во время последней атаки уничтожили весь госпиталь с ранеными. Ройц застрелился, чтобы не попасть живым в руки к четникам.
20 декабря 1951 указом Президиума Народной скупщины Федеративной Народной Республики Югославии Карло Ройцу было присвоено звание Народного героя Югославии посмертно.
В ВМС СФРЮ его имя носил ракетный катер типа «Оса» — RČ-308 «Карло Ройц». Ныне его имя носит общественный центр в Пуле.